# جيم تومسون (رجل أعمال)
جيم تومسون (بالإنجليزية: Jim Thompson)‏ هو شخصية أعمال ورائد أعمال أمريكي، ولد في 21 مارس 1906 في غرينفيل في الولايات المتحدة، وتوفي في 1967 في ماليزيا.

## وصلات خارجية
- الموقع الرسمي
- جيم تومسون على موقع أوليمبيديا (الإنجليزية)
- جيم تومسون على موقع الموسوعة البريطانية (الإنجليزية)